# Školjkasti podvihanec
Školjkasti podvihanec (znanstveno ime Tapinella panuoides) je gliva iz rodu podvihancev (Tapinella).

## Značilnosti
Klobuki so polsteni, školjkaste oblike in s spodvitim robom. Ponavadi raste po več klobukov nanizanih eden nad drugim. Rumeno rjavo olivne barve, pri mladih primerkih na robu svetlejši
Trosovnica z oranžno-rumenimi do rjasto-rjavimi lističi, ki so viličasto razcepljeni in med seboj povezani.
Meso je rumenkasto belo in trdo. Z blagim vonjem in sladkastim okusom.

## Razširjenost in življenjski prostor
Raste v jesensko zimskem času na odmrlem lesu iglavcev.

## Mikroskopske značilnosti
Trosni prah je tobačno rjav. Tosi so ovalni, velikost: 4–6 x 3–4 μm.

## Podobne vrste
- trpki zgručevec (Panellus stipticus)
- pozna zgručevka (Sarcomyxa serotina)
- zdrizasta postrančica (Crepidotus mollis)
- gnezdasti listar (Phyllotopsis nidulans)

## Uporabnost
Neužitna zaradi plutasto usnjate konsistence. Nekateri viri jo označujejo za strupeno, oziroma sumljivo na podoben način kot navadna podvihanka (Paxillus involutus).
Vsebuje učinkovino atromentin, ki je polifenol z antibakterijskimi lastnostmi.

## Taksonomija
Školjkasti podvihanec in žametni podvihanec (Tapinella atrotomentosa) sta nekoč spadala v rod podvihank (Paxillus). V rod podvihancev sta bila ločena zaradi rasti na odmrlem lesu, ekscentričnega beta in mikroskopskih razlik, vključno z veliko manjšo velikostjo trosov, pomanjkanja cistidij in različnih bazidijev. Raziskave molekularne filogenije so potrdile, da sta rodova podvihank in podvihancev genetsko različna, čeprav sta daljna sorodnika.

## Galerija slik
- Ilustracija
- Lističi
- Trosi